# Agassiziella albidivisa
Agassiziella albidivisa är en fjärilsart som beskrevs av W. Warren 1896. Agassiziella albidivisa ingår i släktet Agassiziella och familjen Crambidae. Inga underarter finns listade i Catalogue of Life.